# 再結成10周年パーフェクトベスト+2
『再結成10周年パーフェクトベスト+2』は筋肉少女帯のベストアルバム。

## 概要
筋少トレーディングカード全5種のうち1枚が封入。
初回盤はスリーブケース仕様。

## 収録曲

### DISC 1
1. めでてえな？ （バンド再結成10周年の歌）
  - 作詞：大槻ケンヂ / 作曲：本城聡章
  - 新曲
2. 仲直りのテーマ
  - 作詞・作曲：大槻ケンヂ
3. トリフィドの日が来ても二人だけは生き抜く
  - 作詞：大槻ケンヂ / 作曲：橘高文彦
4. ワインライダー・フォーエバー （筋少Ver.）
  - 作詞：大槻ケンヂ / 作曲：本城聡章
5. 枕投げ営業
  - 作詞：大槻ケンヂ / 作曲：本城聡章
6. おわかりいただけただろうか（Vo.橘高 Ver.）
  - 作詞：大槻ケンヂ / 作曲：橘高文彦
7. 孤島の鬼
  - 作詞：大槻ケンヂ / 作曲：内田雄一郎
8. ムツオさん
  - 作詞：大槻ケンヂ / 作曲：内田雄一郎
9. 週替わりの奇跡の神話
  - 作詞：大槻ケンヂ / 作曲：橘高文彦
10. ゾロ目
  - 作詞：大槻ケンヂ / 作曲：橘高文彦
11. ツアーファイナル
  - 作詞：大槻ケンヂ / 作曲：橘高文彦

### DISC 2
1. パノラマ島失敗談
  - 作詞：大槻ケンヂ / 作曲：本城聡章
  - 新曲
2. 釈迦
  - 作詞：大槻ケンヂ / 作曲：大槻ケンヂ・内田雄一郎
3. アウェー イン ザ ライフ
  - 作詞：水戸華之介・大槻ケンヂ / 作曲：本城聡章
4. 機械
  - 作詞：大槻ケンヂ / 作曲：本城聡章・筋肉少女帯
5. 混ぜるな危険
  - 作詞：大槻ケンヂ / 作曲：本城聡章
6. 労働讃歌
  - 作詞：大槻ケンヂ / 作曲：Ian Parton
7. 蓮華畑
  - 作詞：大槻ケンヂ / 作曲：内田雄一郎
8. 恋の蜜蜂飛行
  - 作詞：大槻ケンヂ / 作曲：橘高文彦
9. 地獄のアロハ
  - 作詞：大槻ケンヂ・和嶋慎治 / 作曲：和嶋慎治・内田雄一郎・本城聡章・鈴木研一・橘高文彦
10. 中2病の神ドロシー ～筋肉少女帯メジャーデビュー25th記念曲
  - 作詞：大槻ケンヂ / 作曲：橘高文彦
11. 新人バンドのテーマ
  - 作詞：大槻ケンヂ / 作曲：本城聡章

### DVD (初回限定盤のみ)
1. 再結成10周年 Anniversary Movie